# Queso crema
El queso crema es un tipo de queso untable que se obtiene al cuajar mediante fermentos lácticos una mezcla de leche y nata. Este tipo de queso se consume normalmente acompañado de pan. Es muy común tomarlo untado en bocadillos o tostadas.
Se trata de una crema blanca, distribuida en envases similares a los de margarina o mantequilla. Se consume en desayunos y postres. Asimismo, es el ingrediente principal de algunos pasteles de queso.
Por regla general se expende en su presentación original, si bien hay diversas versiones del mismo como: light (de calorías reducidas) o saborizado (ajo, cebolla, tocino, picante, queso azul, etc.)

## Historia
El queso crema, conocido como cream cheese en inglés, tiene sus raíces en la gastronomía estadounidense, aunque sus conceptos básicos pueden encontrarse en tradiciones más antiguas de la elaboración de quesos frescos. Su invención se atribuye a la década de 1870 en el estado de Nueva York, cuando un quesero llamado William Lawrence experimentó con la producción de un nuevo tipo de queso que combinaba la suavidad de un queso fresco con una textura cremosa. Este nuevo producto se lanzó al mercado en 1880 bajo el nombre de "Philadelphia Cream Cheese," que rápidamente se convirtió en sinónimo de este tipo de queso en todo Estados Unidos. 

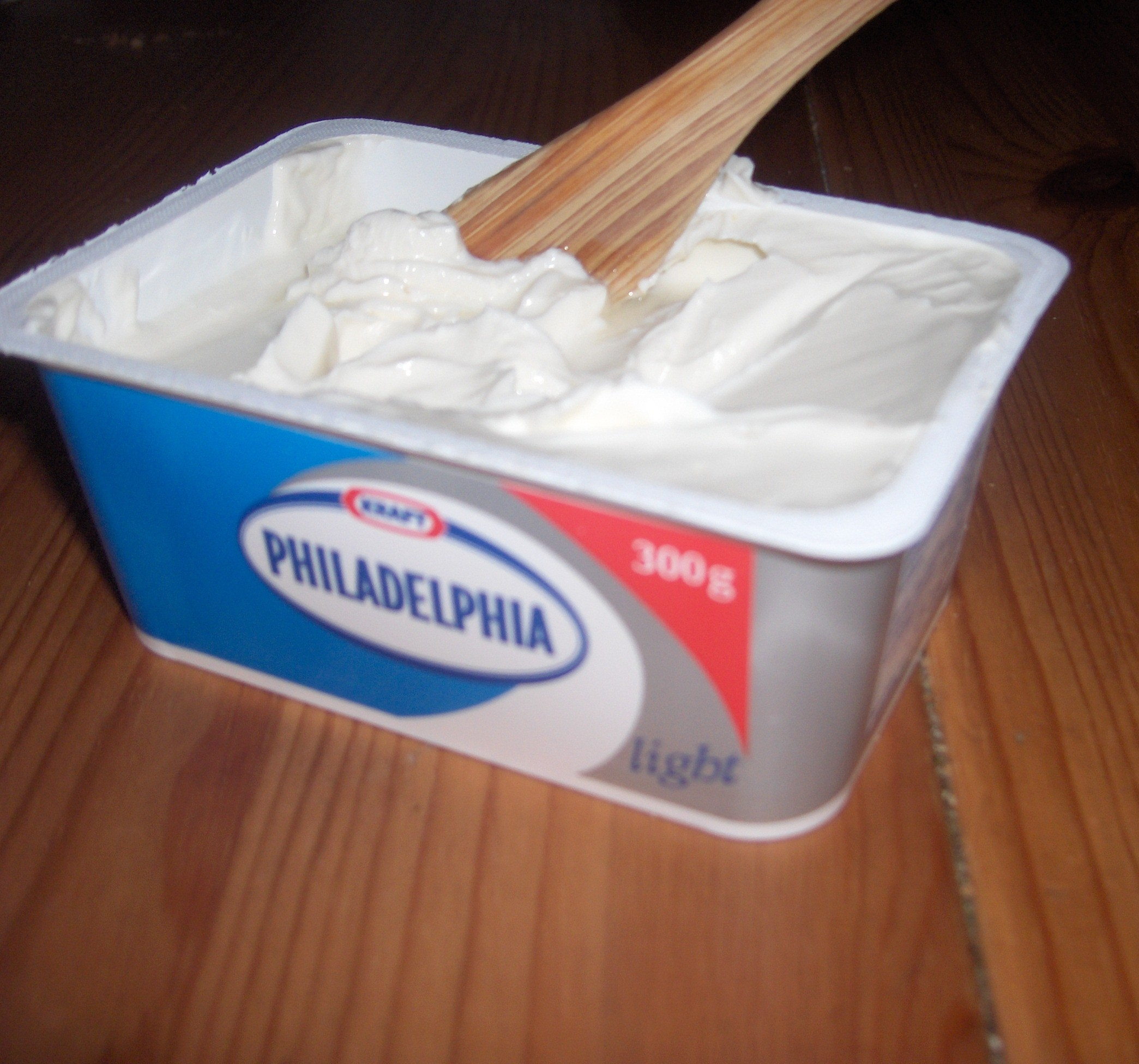
Envase de Queso Philadelphia de Kraft Foods

La producción industrial del queso crema comenzó a expandirse en el siglo XX, coincidiendo con el crecimiento de la industria alimentaria en América. Las técnicas de conservación y el uso de leche pasteurizada facilitaron la producción masiva de este queso, lo que lo hizo más accesible al público. Durante este tiempo, el queso crema se estableció como un alimento básico en los hogares estadounidenses, convirtiéndose en un acompañamiento común para el desayuno, especialmente en el clásico bagel neoyorquino, donde se sirve como untable. La versatilidad del queso crema, que se puede utilizar en una variedad de platos, desde salsas hasta postres, contribuyó a su popularidad en la cocina estadounidense.

A medida que el queso crema se fue integrando en la cultura culinaria, su uso se extendió a otras regiones del mundo, incluida Europa y América Latina. En países hispanohablantes, aunque el queso crema no tenía el mismo reconocimiento que en Estados Unidos, se comenzó a utilizar en diversas recetas, especialmente en la repostería y en la preparación de salsas. En México, por ejemplo, el queso crema se utiliza en platos tradicionales como los chiles en nogada, donde su suavidad complementa la riqueza de otros ingredientes.

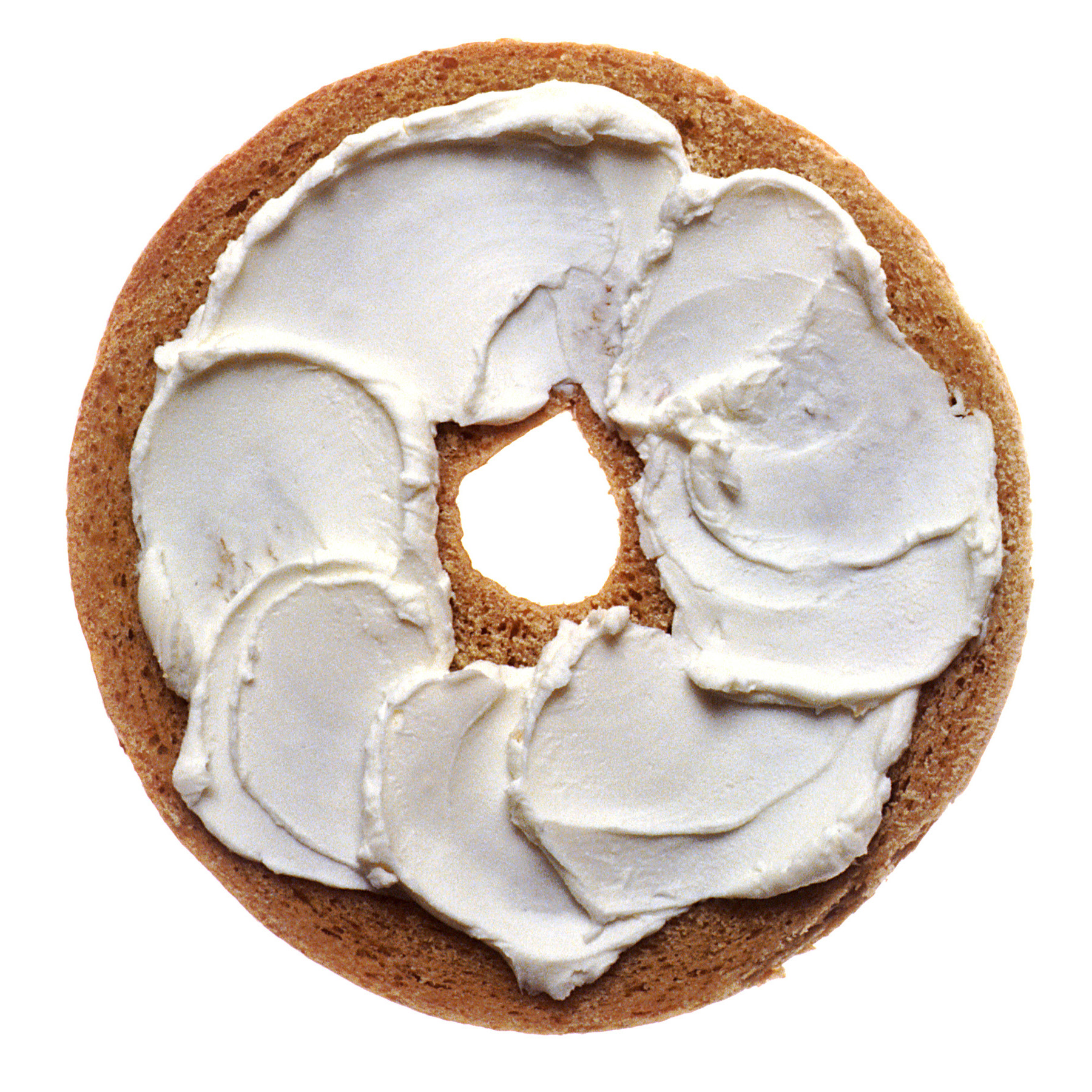
Tostada con queso crema.

Con el paso del tiempo, el queso crema ha evolucionado en sabor y textura, con la introducción de diferentes variantes, como el queso crema bajo en grasa y versiones aromatizadas. Las marcas han adoptado este producto, creando sabores innovadores que se adaptan a las preferencias del consumidor moderno.

## Uso del Queso Crema

#### Hispanoamérica
En Hispanoamérica, el queso crema se utiliza en varios platos locales. Un ejemplo es el cheesecake, que se ha adaptado con ingredientes como dulce de leche en países como Argentina. En Colombia, el queso crema se utiliza en arepas, donde se mezcla con otros ingredientes para crear un relleno cremoso. También es popular en empanadas y dips de aguacate, donde se combina con otros sabores para dar cremosidad a las salsas. Además, en México, se usa en quesadillas como un untable para añadir un toque suave y cremoso. También es usada en recetas como chiles en nogada.

#### España
En España, el queso crema también ha encontrado su lugar en algunos platos típicos. Se usa en el cheesecake, pero a menudo se combina con ingredientes locales como la mantequilla de almendra o el flan para darle un giro español. En la preparación de tartas y pasteles, se incorpora como un relleno, especialmente en postres como el tarta de queso con arándanos. Además, en algunas recetas de canapés, se mezcla con pimientos del piquillo o hierbas frescas, creando aperitivos deliciosos y creativos.

## Sobre el nombre
El nombre "queso Philadelphia" se ha hecho famoso y a menudo se usa para referirse a cualquier tipo de queso crema. Aunque realmente este es una marca registrada de Kraft Foods, se usa tanto que parece el nombre genérico del alimento. Un ejemplo de vulgarización de marca, donde el nombre de una marca se convierte en la nominación común para el producto que fabrica. Por lo que, aunque se conozca generalmente como "queso Philadelphia", es incorrecto llamar así a todos los quesos crema.